# 諸葛質
諸葛質（？－？），諸葛瞻幼子，生卒年不詳。
张澍《諸葛忠武侯文集·故事》中记载鄧艾伐蜀、劉禪出降後，其子洮陽王劉恂仍堅拒不降魏，因此派諸葛質為使，向夷帥孟虬示好，最後得以安排劉恂退居南中永昌。
诸葛怀、諸葛質兄弟二人僅見於張澍《諸葛忠武侯文集·故事》，王汝涛和张崇琛都认为此二人为虚构人物，并不存在。